# Borský Svätý Jur

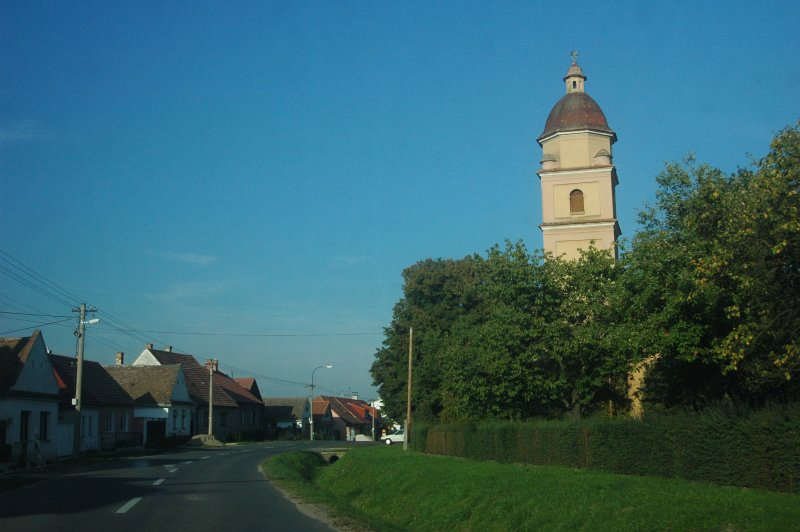
Borský Svätý Jur

Borský Svätý Jur (Hongaars: Búrszentgyörgy) is een Slowaakse gemeente in de regio Trnava, en maakt deel uit van het district Senica.
Borský Svätý Jur telt 1.607 inwoners.